# Команчі-Крік (Колорадо)
Команчі-Крік (англ. Comanche Creek) — переписна місцевість (CDP) в США, в окрузі Арапаго штату Колорадо. Населення — 442 особи (2020).

## Географія
Команчі-Крік розташоване за координатами 39°36′5″ пн. ш. 104°20′12″ зх. д. / 39.60139° пн. ш. 104.33667° зх. д. (39.601439, -104.336780).  За даними Бюро перепису населення США в 2010 році переписна місцевість мала площу 56,43 км², з яких 56,24 км² — суходіл та 0,20 км² — водойми.

## Демографія
Згідно з переписом 2010 року, у переписній місцевості мешкало 369 осіб у 127 домогосподарствах у складі 103 родин. Густота населення становила 7 осіб/км².  Було 137 помешкань (2/км²).
Расовий склад населення:
| - 91,3 % — білих - 1,6 % — чорних або афроамериканців - 0,3 % — корінних американців - 0,3 % — азіатів - 4,1 % — осіб інших рас |

До двох чи більше рас належало 2,4 %. Частка іспаномовних становила 9,2 % від усіх жителів.
За віковим діапазоном населення розподілялося таким чином: 31,7 % — особи молодші 18 років, 64,0 % — особи у віці 18—64 років, 4,3 % — особи у віці 65 років та старші. Медіана віку мешканця становила 40,1 року. На 100 осіб жіночої статі у переписній місцевості припадало 96,3 чоловіків;  на 100 жінок у віці від 18 років та старших — 103,2 чоловіків також старших 18 років.
Середній дохід на одне домашнє господарство  становив 69 899 доларів США (медіана — 78 235), а середній дохід на одну сім'ю — 74 982 долари (медіана — 78 824). Медіана доходів становила 56 848 доларів для чоловіків та 46 005 доларів для жінок. За межею бідності перебувало 5,9 % осіб, у тому числі 0,0 % дітей у віці до 18 років та 0,0 % осіб у віці 65 років та старших.
Цивільне працевлаштоване населення становило 156 осіб. Основні галузі зайнятості: транспорт — 29,5 %, роздрібна торгівля — 21,8 %, будівництво — 16,7 %, оптова торгівля — 12,2 %.